# Frank Urson
Frank Urson (Chicago, Illinois, 1887 – Lago Indian, Michigan, 17 de agosto de 1928) foi um cineasta estadunidense da época do cinema mudo. Originalmente um fotógrafo, mudou-se para o cinema para trabalhar na Thanhouser Company. Também foi creditado como ator em Her Gallant Knights, estrelado por William Garwood em 1913. É mais conhecido por dirigir o filme  Chicago, produzido por Cecil B. DeMille em 1927.
Urson faleceu aos 41 anos ao se  afogar no Lago Indian, Michigan.

## Filmografia

### Diretor
1. Almost Human (1927/I)
2. Chicago (1927)
3. Her Man o' War (1926)
4. The Night Club (1925)
5. Forty Winks (1925)
6. Changing Husbands (1924)
7. The Eternal Three (1923)
8. Minnie (1922)
9. South of Suva (1922)
10. The Heart Specialist (1922)
11. Tillie (1922)
12. Exit the Vamp (1921)
13. The Hell Diggers (1921)
14. Too Much Speed (1921)
15. The Love Special (1921)

### Diretor de fotografia
1. An Adventure in Hearts (1919)
2. Hawthorne of the U.S.A. (1919)
3. The Lottery Man (1919)
4. The Valley of the Giants (1919)
5. The Love Burglar (1919)
6. You're Fired (1919)
7. The Roaring Road (1919)
8. Alias Mike Moran (1919)
9. The Eyes of Julia Deep (1918)
10. Ann's Finish (1918) (como Frank J. Urson)
11. Jilted Janet (1918) (como Frank J. Urson)
12. Molly Go Get 'Em (1918) (como Frank J. Urson)
13. Miss Jackie of the Army (1917) (como Frank J. Urson)
14. Nina, the Flower Girl (1917)

### Assistente de Direção
1. The Godless Girl (1929)
2. The King of Kings (1927) (sem créditos)
3. The Volga Boatman (1926)
4. The Road to Yesterday (1925)
5. The Golden Bed (1925)
6. Feet of Clay (1924)
7. Triumph (1924)
8. The Roaring Road (1919) (diretor da segunda unidade)

### Roteirista
1. The Strangers' Banquet (1922)
2. The Lottery Man (1919)

### Ator
1. Her Gallant Knights